# Mickaël Madar
Mickaël Madar (ur. 8 maja 1968 roku w Paryżu) – były francuski piłkarz występujący na pozycji napastnika.

## Kariera klubowa
Mickaël Madar zawodową karierę rozpoczynał w 1987 roku w FC Sochaux. W debiutanckim sezonie wystąpił w 8 meczach pierwszej ligi i nie zdobył ani jednej bramki. Sochaux spadło do Division 2, w której francuski napastnik w 18 występach strzelił 8 goli. Drużyna "Les Lionceaux" zajęła pierwsze miejsce w tabeli drugiej ligi i powróciła do najwyższej klasy rozgrywek w kraju. Latem 1989 roku Madar odszedł do Stade Lavallois. Spędził tam jednak tylko 1 sezon, po czym na kolejne 2 lata powrócił do Sochaux.
W 1992 roku Madar podpisał kontrakt z AS Cannes. Zdobywając 16 bramek w 27 pojedynkach w dużym stopniu przyczynił się do wywalczenia przez swoją drużynę awansu do Division 1. W pierwszej lidze Madar także prezentował dobrą skuteczność – zaliczył 10 trafień i był najlepszym strzelcem swojego zespołu. W 1994 roku francuski gracz przeniósł się do AS Monaco, gdzie o miejsce w składzie rywalizował z takimi zawodnikami jak Thierry Henry, Victor Ikpeba, Sonny Anderson oraz David Trezeguet.
Po 2 latach spędzonych w zespole z Księstwa Madar przeszedł do hiszpańskiego Deportivo La Coruña. Zajął z nim trzecie oraz dwunaste miejsce w tabeli Primera División, jednak długo był wykluczony z gry z powodu złamania nogi. Po wyleczeniu kontuzji, w styczniu 1998 roku Madar został zawodnikiem angielskiego Evertonu.
Jeszcze podczas sezonu 1998/1999 piłkarz odszedł do Paris Saint-Germain, w którym występował do 2001 roku. Wówczas na 1 rok odszedł do US Créteil. W 2002 roku wychowanek Sochaux zakończył piłkarską karierę.

## Kariera reprezentacyjna
W reprezentacji Francji Madar zadebiutował 11 października 1995 roku w wygranym 3:1 wyjazdowym pojedynku przeciwko Rumunii. Następnie Aimé Jacquet powołał go do 23–osobowej kadry na Mistrzostwa Europy 1996. Na turnieju tym Francuzi dotarli do półfinału, w którym przegrali po rzutach karnych z reprezentacją Czech. Łącznie dla drużyny narodowej Madar rozegrał 3 spotkania i strzelił 1 gola.